# Wormhole X-Treme! (Stargate SG-1)
Wormhole X-Treme! (¡Astrovía EX-trema! en Latinoamérica, ¡Agujero EX-tremo! en España) es el decimosegundo episodio de la quinta temporada de la serie de televisión de ciencia ficción Stargate SG-1, y el centésimo de toda la serie.

## Trama
Una nave espacial oculta en el Sistema Solar exterior se activa y comienza a acercarse a la Tierra. Su firma de energía es parecida a la de la vaina de escape de Martín Lloyd, sugiriendo que se trata de su nave madre. Sin embargo a la situación se suma una cosa muy extraña, pero familiar. Hammond muestra al SG-1 un anuncio televisivo sobre una nueva serie de ciencia ficción llamada Wormhole X-Treme!. Las similitudes entre este programa y las misiones del SG-1 son tantas, que el SGC no tarda en descubrir que fue el propio Martín Lloyd quien vendió el concepto del programa a un estudio de Hollywood, y ahora participa en la producción de la serie como consultor creativo. Aunque la serie muestra al público lo que sucede en el Complejo Cheyenne, se ha decidido aprovechar ese hecho para evitar que cualquier información sobre el Programa Stargate que logre filtrarse en el futuro sea tomada en serio.
Asignan al coronel O'Neill como "consejero técnico de la Fuerza Aérea" del programa, para poder hablar secretamente con Lloyd sobre lo que ha hecho y la nave espacial que se acerca. Así descubre que Lloyd ha vuelto a tomar supresores de la memoria y no recuerda nada de su encuentro anterior con ellos o su propio origen extraterrestre. O'Neill sospecha inicialmente que los "amigos" de éste lo volvieron drogar.
De hecho los camaradas de Lloyd están cerca, pero también lo está otro grupo militar secreto, el NID, que desea conseguir la tecnología de la nave para sí mismo. De hecho Carter y Daniel son capturados por ellos, aunque después logran escapar de su custodio.
Lloyd tiene en su poder el dispositivo de mando a distancia necesario para subir a la nave cuando llegue, pero como no se acordaba de lo que era, lo puso simplemente como uno más de los accesorios tecnológicos del programa. Ambas partes desean recuperarlo. Sus camaradas secuestran a O'Neill y a Lloyd, inyectando a Martín con una droga para recuperar la memoria. Antes de que lo interroguen, sin embargo, escapan de O'Neill y de Lloyd.
Martín entonces le dice a Jack que sus camaradas no le dieron los supresores, sino que en realidad él mismo las comenzó a tomar debido a que sentía muy mal después de ver lo que le sucedió a su mundo y para vivir tranquilo decidió simplemente olvidarlo todo. Luego ellos 2 recuperan el mando a distancia, pero los camaradas de Lloyd los acorralan, mientras la nave espacial y el NID se aproximan. Sin embargo O'Neill comprende que los “amigos” de Lloyd solo desean huir, por lo que les da voluntariamente el control. La nave entonces aparece en medio de una filmación, para gran sorpresa de todo el equipo de producción. Los alienígenas pronto se teletransportan a bordo de la nave, y luego ésta se retira, mientras Lloyd dirige entusiasta la grabación de este evento, dado que él considera estar cómodo con su nueva vida en la Tierra, donde continuará trabajando para la serie "Wormhole X-Treme!".

## Artistas invitados
- Willie Garson como Matin Lloyd.
- Michael DeLuise como Nick Marlowe.
- Jill Teed como Yolanda Reese.
- Robert Lewis como Tanner.
- Christian Bocher como Raymond Gunne.
- Herbert Duncanson como Douglas Anders.
- Peter Flemming como el Agente Malcolm Barrett.

## Curiosidades
Este fue el episodio número 100 de Stargate SG-1 y, como tal, se produjo como un episodio "especial" cargado de una gran cantidad de bromas internas y cameos.
El director de Wormhole X-Treme, interpretado por Peter DeLuise, fue el director de este episodio de Stargate SG-1.
El escritor de ¡Wormhole X-Treme! es interpretado por Robert C. Cooper, escritor y productor ejecutivo de Stargate SG-1.
Los dos ejecutivos que comentaron lo poco realista que parecía la nave espacial de Martin Lloyd son interpretados por el productor ejecutivo de Stargate SG-1, Michael Greenburg, y el productor ejecutivo y cocreador Brad Wright.
Durante la escena en la que el coronel Jack O'Neill confronta a Martin Lloyd sobre de dónde sacó la idea para el espectáculo, se puede ver un títere de los Asgard desenfocado en el fondo.
En una escena en la que un productor se jacta de haber obtenido el premio "Cable Ace", el productor sale exclamando: "¡Hazlo!". Esto se refiere al eslogan "¡Hazlo así!" de Jean-Luc Picard en Star Trek.
Después de la escena anterior, durante una discusión entre O'Neill y Lloyd, Martin comenta que el productor ganó el premio por un programa sobre un perro parlante que resuelve crímenes, al que O'Neill llama Poochinsky. Poochinski fue un verdadero piloto de un programa de televisión que nunca se lanzó sobre un detective que se convirtió en perro. Sally Ray, una de las titiriteras de Poochinski, también trabajó en el departamento de arte de criaturas en Stargate.
En un momento, Yolanda Reese les comenta a Lloyd y al director sobre una escena en la que se supone que ella está "desfasada". Se pregunta por qué no atraviesa el suelo si está desfasado con la materia normal. Probablemente esto sea una referencia a las preguntas de los fans sobre el episodio "Crystal Skull". Los fanáticos preguntaron por qué el Dr. Daniel Jackson estaba fuera de fase (desfasado) y podía caminar a través de paredes y personas, pero podía sentarse en mesas y no caerse del piso. También puede ser una referencia a varios episodios de Star Trek, en particular "The Next Phase".
Se puede escuchar a un productor decir Wormhole X-Treme! necesita una "extraterrestre sexy", probablemente refiriéndose a la introducción de Anise en Stargate SG-1 en la temporada 4. Esta línea se repite en el episodio 200 del programa, "200".
Cerca del final del episodio, Peter Tanner y sus hombres se transportan a bordo de su nave espacial de una manera idéntica a la serie original de Star Trek.
Durante la escena de la transmisión, Teal'c (Murray) lleva una camisa estampada que tiene el mismo tono verde que la pantalla verde utilizada durante la escena. Parece como si Teal'c tuviera agujeros atravesando su cuerpo. Esto pudo haber sido una broma intencional, ya que Martin acababa de decir algo sobre ganar un Emmy por efectos especiales.
El episodio de la temporada 8 "Citizen Joe" se reveló que Wormhole X-Treme! Solo duró un episodio antes de ser cancelado.
En el episodio "200" de la temporada 10, ¡Martin Lloyd está escribiendo un Wormhole X-Treme!, La Película. En este episodio afirma que Wormhole X-Treme, La serie, duró tres episodios antes de la cancelación, pero tuvo un gran desempeño en DVD. Brad Wright, cocreador de Stargate SG-1 ha dicho que "200", el episodio número 200 de SG-1, es "Un besito a Serenity y Firefly, la que posiblemente fue una de las series mejor canceladas de la historia". Firefly fue cancelada antes de que se completara su primera temporada, pero se vendió tan bien en DVD que generó una película, titulada Serenity.
"Nick Marlowe", el actor que interpreta al "Coronel Danning" en Wormhole X-Treme!, tiene dos líneas cortadas en la ceja izquierda, muy probablemente como una parodia de la cicatriz que atraviesa la ceja izquierda de O'Neill.
Cuando O'Neill le pide al guardia de seguridad una lista de las personas que cruzaron la puerta, le dice que es para un control de seguridad, ya que un general de la Fuerza Aérea hará una pequeña aparición como invitado en el programa. Esta es una posible referencia a cuando el entonces Jefe de Estado Mayor de la Fuerza Aérea, general Michael E. Ryan, apareció como él mismo en "Prodigy".
El archivo que abrió la Mayor Samantha Carter donde estaba el nombre de Wormhole X-Treme, el asistente de producción es Steve Austin. Esta es una referencia a El hombre de los seis millones de dólares (El Hombre Nuclear).
La escena en la que Martin Lloyd y el coronel Jack O'Neill se esconden de los hombres de negro en un escenario de sonido en desuso, fue filmada en los pasillos parcialmente construidos del Ha'tak de Anubis utilizado en "Revelations" y "Descent". Este episodio se emitió originalmente un día después del episodio anterior "Medidas desesperadas".